# Willensnation

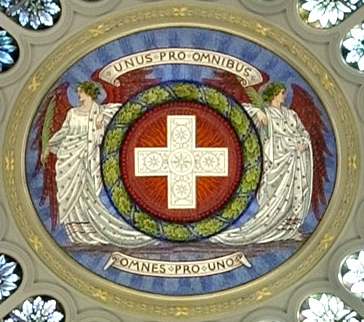
Bundeshaus (Bern): „Unus pro omnibus, omnes pro uno“ (dt.: Einer für alle, alle für einen)

Als Willensnation bezeichnet sich ein Staat im Sinne einer voluntaristischen, also bewusst gewollten Gemeinschaft von ansässigen Bürgern unterschiedlicher ethnischer Herkunft. Die Konstruktion der Willensnation geht auf Ernest Renan zurück. Die Willensnation gehört in der sozialwissenschaftlichen Literatur neben der Staatsnation und der Kulturnation zu den drei Nationstypen.

## Grundlagen zur Bildung einer Willensnation
Die Willensnation wird von freien Menschen gebildet, die sich selbstbestimmt der Nation anschließen. Eine Willensnation kann vom Staat nicht verordnet, sondern nur gefördert werden, indem er nicht die Macht der Zentrale stärkt, sondern die Bürgergesellschaft pflegt. Sie entsteht aufgrund des freien Willens souveräner Bürger von unten nach oben, wenn diese bereit sind, in hohem Maße Verantwortung für das Gemeinwohl zu übernehmen und die Gemeindeautonomie sowie die föderalstaatliche Hoheit zu respektieren. Die Entwicklung einer solchen politischen Kultur braucht eine lange Zeit des Heranwachsens. Vielvölkerstaaten sind deshalb oft nicht als Willensnationen anzusehen, auch wenn einige davon einen Weg in diese Richtung eingeschlagen haben, wie beispielsweise Bolivien, das sich seit 2009 „plurinationaler Staat“ nennt.

### Völkerrecht
Das Selbstbestimmungsrecht der Völker ist im jeweiligen Artikel 1 der Charta der Vereinten Nationen, des Internationalen Paktes über bürgerliche und politische Rechte, des Internationalen Paktes über wirtschaftliche, soziale und kulturelle Rechte sowie in etlichen Resolutionen der Generalversammlung der Vereinten Nationen verankert. Deshalb gilt das Prinzip der territorialen Integrität einer Nation in diesem Zusammenhang nicht als absolut. Das Selbstbestimmungsrecht muss jedoch nicht in jedem Fall die totale Unabhängigkeit bedeuten. Die völkerrechtliche Norm der UN-Charta stellt eine präventive Strategie dar, um bewaffnete Konflikte zu vermeiden: Wenn sich ein Teil der Bevölkerung aus einer Nation lösen möchte, sollte das auf friedlichem Wege durch ein Referendum geschehen. 2014 hatte sich Schottland in der Volksabstimmung über die Unabhängigkeit mit 55,3 Prozent Nein für den Verbleib im Vereinigten Königreich entschieden.

### Gemeinschaftsgefühl und gemeinsamer Wille
Das verbindende „Zusammengehörigkeits- und Identitätsgefühl“ (Gemeinschaftsgefühl) entwickelt sich nach sozialpsychologischen Gesichtspunkten. Es ist somit kein Indiz für ein Volk, das durch gemeinsame Sprache und Kultur miteinander verbunden ist. In einer Willensnation leben zwar ethnisch verschiedene einheimische Volksgruppen, die sich aber dem gemeinsamen Staatswesen, dem Vielvölkerstaat, zugehörig fühlen. Solche Länder werden in diesem Sinne auch als Staatsnationen bezeichnet.
Der Willensnation liegt ein allgemeiner Wille zugrunde, der nach Jean-Jacques Rousseau ein Interesse aller für das Allgemeinwohl des Volkes darstellt, das seinen Monarchen als Souverän abgesetzt hat und an dessen Stelle getreten ist. Er definierte den allgemeinen Willen, die Volonté générale, als das „wahre Interesse“ der Demokratie und des souveränen Staatsvolkes. Eine Willensnation braucht auch einen Zweck, auf den der Wille gerichtet ist. In der Schweiz ist das der gemeinsame Wille, ein Maximum an politischer Freiheit zu genießen.

### Föderalismus als Staatsform
Eine der wichtigsten Voraussetzungen für eine Willensnation ist eine dezentralisierte, von unten aufgebaute Demokratie, die nach dem Subsidiaritätsprinzip funktioniert und damit vor allem den verschiedenen Minderheiten die größtmögliche Selbstbestimmung gewährt. Es setzt die Bereitschaft der Bürger im Sinne des Milizprinzips voraus, ein hohes Mass an Verantwortung (Mitbestimmung an Gemeindeversammlungen und Volksabstimmungen, nebenberufliche Behördentätigkeit, Milizarmee usw.) für das Gemeinwohl zu übernehmen.
Für den frühen Theoretiker des Föderalismus Pierre-Joseph Proudhon vereinigt das föderative System als „einziges die Bedingungen für Gerechtigkeit, Ordnung, Freiheit und Dauer“. Jede politische Ordnung gründete für ihn auf dem Dualismus von Autorität und Freiheit: „Autorität ohne eine Freiheit, die diskutiert, Widerstand leistet oder sich unterwirft, ist ein leeres Wort; Freiheit ohne Autorität, die ein Gegengewicht zu ihr bildet, Unsinn“.
Um Autorität und Freiheit in ein vernünftiges Gleichgewicht zu bringen, beinhaltet das föderative System die Idee des politischen Vertrages. Die von Jean-Jacques Burlamaqui, einem Vertreter der Westschweizer Naturrechtsschule, ausgearbeitete Theorie des Gesellschaftsvertrages (Principes du droit politique, 1751) wurde von Jean-Jacques Rousseau 1762 in seinem Contract Social weiterentwickelt.
Der Gesellschaftsvertrag ist für Proudhon immer ein Föderationsvertrag, der tatsächlich wirksam ist, vorgeschlagen wird und über den diskutiert und abgestimmt wird. Seine ganze Würde und Sittlichkeit gewinne er nur, wenn er wechselseitig (Tauschvertrag) ist und sein Gegenstand begrenzt ist: Der Bürger muss vom Staat genauso viel bekommen, wie er ihm abtritt, und er muss seine ganze Freiheit, Souveränität und Initiative behalten.

„Was das Wesensmerkmal des föderativen Vertrages ausmacht und worauf ich die Aufmerksamkeit des Lesers hinlenke, ist, dass in diesem System die Vertragschliessenden, Familienoberhäupter, Gemeinden, Bezirke, Provinzen oder Staaten sich nicht nur wechselseitig und ausgleichend die einen gegenüber den anderen verpflichten; vielmehr behalten sie jeder einzeln bei Abschluss des Vertrages mehr Rechte, mehr Freiheit, mehr Autorität und mehr Eigentum zurück, als sie abtreten.“

Die Herrschaft der Freiheit wird in der Demokratie durch die Teilung der Macht hergestellt. Die Idee der Gewaltenteilung ist nach Proudhon eine der größten Errungenschaften in der politischen Wissenschaft. Für Proudhon war das föderative System eine Friedensgarantie, sowohl im Innern als auch für die Nachbarn. Es würde nicht nur dem Aufbrausen der Massen, sondern auch jeder Art von Ehrgeiz und Demagogie Einhalt gebieten.

### Politische Kultur
Eine Willensnation braucht eine bestimmte politische Kultur, die ständig gefördert werden muss und Jahre für ihre Entwicklung benötigt. Dazu gehört der Wille zur lokalen Selbstverwaltung mit dem politischen Engagement der Bürger, Selbstverantwortung, Bereitschaft für Konsensverfahren und Kompromisse, eine neutrale, zurückhaltende Außenpolitik mit einer humanitären Maxime, ein gemeinsames Verständnis und ein toleranter Umgang mit den sprachlichen und konfessionellen Minderheiten, indem ihnen mehr als nur der proportionale Anteil gewährt wird. Dazu gehört der gemeinsame Wille, den Erhalt und die Unabhängigkeit der Willensnation und ihren Zweck durch die Förderung des Friedens in der Welt und notfalls auch durch militärische Verteidigung zu erhalten.
Adolf Gasser hat die politischen und ethischen Grundsätze für ein konstruktives Gemeinschaftsleben untersucht. Seiner Ansicht nach habe der europäische Liberalismus im Bereich der politischen Verfassung und der Wirtschaft die Idee der Freiheit umgesetzt, sei aber in der politischen Praxis im administrativen Autoritarismus steckengeblieben und habe es nicht vermocht, sich vom bürokratischen Zentralismus zu lösen. Nur ein föderalistischer Staat mit umfassender Gemeindeautonomie sei ein Garant für ein konstruktives Gemeinschaftsleben.

## Unterschiede zwischen Willensnation, Staatsnation und Kulturnation
Eine Willensnation besteht aus Bevölkerungsgruppen, die sich ethnisch, sprachlich, religiös und aufgrund ihrer Mentalität oder historischen Erfahrung mehr oder weniger stark unterscheiden und innerhalb der Willensnation vielfach einer Minderheit angehören. Diese Staaten sind nicht durch ethnische Gemeinsamkeit usw. ihrer Bürger geprägt, sondern sehen ihre Daseinsberechtigung allein aus dem Willen der Bürger nach einem gemeinsamen Staatswesen.
Das Konzept der Staatsnation wurde in der Rückschau auf die Ereignisse der Französischen Revolution für Frankreich entwickelt. Frankreich gilt daher als Musterbeispiel einer Staatsnation (französisch État-nation), da auch Frankreich 1789 ethnisch sehr heterogen war. Die Verwendung der Bezeichnung Nation besitzt hier eher psychologischen Charakter, denn damit sollen die unterschiedlichen Ethnien ein Gemeinschafts- und ein Wir-Gefühl für den Staat entwickeln und somit gegenläufige Kräfte bändigen und damit den Fortbestand des Staates garantieren.
Die Willensnation steht im Gegensatz zur Kulturnation, einer ethnischen Gemeinschaft von Menschen, die durch Sprach- und Kulturgemeinschaft gekennzeichnet ist. Dabei ist die Kulturnation im Unterschied zur Staatsnation nicht zwingend in einem Nationalstaat organisiert, geht also meist über (künstlich geschaffene) Staatsgrenzen hinaus. Auch verbindet eine Kulturnation nicht unbedingt ein Gemeinschaftsgefühl oder ein Nationalbewusstsein, sondern ist lediglich über die gemeinsame Kultur seiner Bewohner (Sprache, kulturgeographische Ähnlichkeiten, gemeinsame Kunst- und Geistesgeschichte usw.) auch nach außen hin erkennbar.
Typische Einwandererstaaten wie Kanada oder die Vereinigten Staaten von Amerika benutzen für sich zumeist die Eigenbezeichnung als „Nation“. Die Voraussetzungen für den Begriff einer Kulturnation in der Gründungszeit sind hier fraglich, diese werden daher als „Willensnation bzw. Willensgemeinschaft“ beschrieben.

## Nicht erklärte Willensnationen
Die Voraussetzungen für eine Willensnation wie ethnische, sprachliche oder religiöse Minderheiten treffen auf die meisten Länder zu. Das zeigt sich unter anderem daran, dass die Europäische Charta der Regional- oder Minderheitensprachen bisher (Stand: 11/2012) von 25 Staaten des Europarates ratifiziert wurde. Die Charta setzt sich dafür ein, dass die Zusammengehörigkeit von regionalen Sprachminderheiten nicht durch politische Grenzen behindert wird.
Es gibt verschiedene Gründe, warum Staaten, die den Begriff einer Willensnation erfüllen, sich nicht als Willensnation erklären. Frankreich, das die Charta noch nicht ratifiziert hat, ist der Meinung, es gebe, trotz Korsen, Bretonen und Elsässern, keine sprachlichen Minderheiten im Land. In Belgien, das die Charta nicht unterzeichnet hat, können sich die Sprachgruppen nicht einigen, weil alle eine Minderheit sein wollen.
Nach dem Zerfall der Sowjetunion wurden die Russen in nichtrussischen Nachfolgestaaten zur sprachlich diskriminierten Minderheit. Für Estland, Lettland und Litauen ist die Abgrenzung und Identitätsfindung durch Sprache eine Folge ihrer von der Sowjetunion während Jahrzehnten unterdrückten Staatlichkeit. Die Ukraine ist faktisch eine Willensnation, mit Bevölkerungsgruppen, die sich in Sprache, Mentalität und historischer Erfahrung zum Teil recht stark voneinander unterscheiden und wo die ethnischen Russen knapp 20 Prozent der Bevölkerung, in der Ostukraine sogar bis zu 50 Prozent ausmachen.
Die Republik Singapur ist ein Stadtstaat mit einer multiethnischen und multireligiösen Bevölkerung und vier Amtssprachen. Sie hat ein erfolgreiches Finanzzentrum von globaler Bedeutung. Der Ausländeranteil liegt bei über 15 Prozent. Singapur versucht seine Herausforderungen mit einem Top-down-Ansatz zu lösen. Das politische System von Singapur gilt als illiberale Demokratie.

## Willensnation Schweiz
In der Schweizerischen Eidgenossenschaft wird der Terminus Willensnation als Schlüsselbegriff benutzt, um die Verbundenheit aller ansässigen Schweizer Bürger mit ihrer sprachlichen, kulturellen und religiösen Vielfalt auszudrücken.

### Schweizerischer Sonderfall
Die Schweiz hat sich nicht wie die meisten europäischen Staaten um eine Sprache herum geformt, sondern den Kern der Nation bilden die politischen Rechte und die politische Freiheit sowie die Selbstverantwortung der Gemeinden und Kantone.
Das Staatsgebiet der Schweiz umfasst deutsche, französische, italienische und rätoromanische Kultur- und Sprachgebiete, die grenzüberschreitend mit den Nachbarstaaten bestehen, sowie Kantone mit überwiegend katholischer und protestantischer Religionszugehörigkeit.
Die einheimischen Volksgruppen der Schweiz versuchen einerseits, ihre jeweilige Identität beizubehalten, haben aber andererseits im Laufe der Zeit ein gemeinsames volksgruppenübergreifendes Zusammengehörigkeitsgefühl und einen festen Willen zum Erhalt des gemeinsamen Staates entwickelt. Separatistische Bestrebungen gibt es keine, so dass die Menschen ihre Staatsgemeinschaft auch als Willensnation bezeichnen.

„Der Bundesstaat Schweiz ist – muss man es wieder und wieder sagen? – eine politische Schöpfung. Der Patriotismus seiner Bürger ist eine wesentlich genossenschaftliche, demokratische, föderalistische Ausdrucksform des Nationalen, so dass das Nationale, sofern man das Wort auf unser Land anwendet, gänzlich anders aussieht als in andern Ländern Europas.“

### Wille zur Freiheit und Modell Schweiz
In der Schweiz hat der gemeinsame Wille den Zweck, ein Maximum an politischer Freiheit zu genießen. Wäre die Freiheit in der Schweiz nicht mehr höher als in den Nachbarländern, könnte die Willensnation gefährdet sein.
Um den Erhalt der Willensnation und deren Unabhängigkeit zu gewährleisten, ist die Außenpolitik der bewaffneten Neutralität, der humanitären Maxime (Friedenssicherung, internationale Zusammenarbeit, Gute Dienste zur Beilegung von Konflikten, Depositarstaat des Roten Kreuzes usw.) und dem Multilateralismus verpflichtet.
Zur Gewährleistung eines konfliktfreien Zusammenlebens der vielfältigen Kulturgruppen dienen staatspolitische Instrumente wie die direkte Demokratie und der Föderalismus sowie die politische Kultur, die sich in der Schweiz im Engagement des Bürgers, in Selbstverantwortung, einer Bereitschaft zum Konsensverfahren (gut eidgenössischer Kompromiss) und einer zurückhaltenden Außenpolitik ausdrückt. Der föderalistische Bundesstaat ist das Resultat einer politischen Kompromisslösung zwischen der bürgerlich-liberalen und konservativ-demokratischen Kräften, die der direkten Demokratie zum Durchbruch verhalf.
Der Föderalismus, der in gewissem Rahmen auch die Selbstbestimmung der unterschiedlichen Kulturgruppen ermöglicht, ist in der Schweiz mit 26 Kantonen besonders klein strukturiert und baut von der Gemeindeebene, von unten nach oben, auf. Er war bei vielen Liberalen, die einen zentralistischen Bundesstaat und das Repräsentativsystem favorisierten, nicht unumstritten. Sie bezeichneten ihn bereits im Zeitalter des Imperialismus des ausgehenden 19. Jahrhunderts als überholten „Kantönligeist“, und dasselbe Argument taucht nun im Zeitalter der europäischen Integration wieder auf.

„Wir bekennen uns zu den Ideen des freien Nationalitätenbundes, der kleinstaatlichen Freiheit und der Demokratie. […] Die Güter, die wir Schweizer mit unserem Staat verteidigen, sind letztlich überstaatliche, ewige Güter, die im Urteil der Weltgeschichte am schwersten wiegen. Aus dieser Gewissheit schöpfen wir, mitten in einer dunklen Gegenwart, das sichere Vertrauen in die Zukunft der Schweiz.“

### Integrative Bestrebungen
Im Milizsystem der Schweiz, das auf dem traditionellen Gedanken der Einheit von Bürger und Soldat beruht, werden öffentliche Aufgaben meist nebenberuflich ausgeübt. Die allgemeine Wehrpflicht in der Milizarmee hat eine große integrative Wirkung, indem junge Schweizer aller Sprach- und Kulturkreise und sozialer Schichten während längerer Zeit eine gemeinsame Aufgabe für die allgemeine Sicherheit erfüllen.
Der 1796 von der Tagsatzung beschlossene eidgenössische Dank-, Buss- und Bettag wird in der politisch und konfessionell stark fragmentierten Schweiz von den Angehörigen aller Parteiungen und Konfessionen gefeiert. Er ist als „Gewissenstag, an dem man das Vergängliche dem Ewigen gegenüberstellt“, auch staatspolitisch begründet und soll den Respekt vor dem politisch und konfessionell Andersdenkenden und den Frieden fördern sowie die Dankbarkeit für den Erhalt der Freiheit und Unabhängigkeit ausdrücken. Im Bettagsmandat von 1862 mahnt Gottfried Keller seine Mitbürger: „Lass unser Vaterland niemals im Streite um das Brot, geschweige denn im Streite um Vorteil und Überfluss untergehen!“
Als frühe Wegbereiter beim Aufbau der Willensnation spielen die eidgenössischen Feste seit 1824 eine tragende Rolle, die zu diesem Zweck auch weiterhin von Bedeutung sind. Dazu kommt die Milizarmee als „Schule der Nation“, in der ein Netzwerk von Freundschaften und Bekanntschaften über Sprach- und Konfessionsgrenzen hinweg gebildet wird. Die eidgenössische Solidarität wurde seit dem Bergsturz von Goldau mit gesamtschweizerischen Spendensammlungen unter dem Motto: „Einer für alle, alle für einen“ gefördert. Mit der Gründung des Roten Kreuzes von 1863 und der Internierung der Bourbakiarmee wurde die Idee der humanitären Schweiz geboren, und die Spendensammlungen (Schweizer Spende, Glückskette usw.) und humanitären Aktionen (Kinderhilfe des Schweizerischen Roten Kreuzes, Rettungskette Schweiz usw.) bekamen internationale Dimensionen.
Zu lange nachwirkender innerer Kohäsion trug die Abwendung einer (vermeintlichen) Besetzung des Landes durch das nationalsozialistische Deutschland im Zweiten Weltkrieg unter dem Westschweizer General Henri Guisan bei. Neben dem militärischen Widerstandsgeist war auch der volkswirtschaftliche von großer Bedeutung. Der Plan Wahlen bewahrte die Schweizer Bevölkerung und die rund 300'000 Flüchtlinge vor Hunger und allzu großen Entbehrungen, hatte als sogenannte Anbauschlacht auch eine psychologische Wirkung und galt als Symbol für den Widerstandswillen der Schweiz.
Die im Zuge der Globalisierung stattfindende größte transnationale Immigration seit Bestehen der Eidgenossenschaft umfasst auch fast alle aussereuropäischen Kulturkreise. Hier wird die Hauptarbeit der Integrationsförderung von der Schweizer Volksschule geleistet, die bereits in den Anfängen der direkten Demokratie als integrative, gemeinschafts- und demokratiefördernde Institution zur breiten Volksbildung (Johann Heinrich Pestalozzi) und Chancengleichheit für alle sozialen Schichten gegründet wurde.

### Belastungsproben
Historisch betrachtet erlebte die Willensnation Schweiz einige Belastungsproben. Ein Jahr vor der Gründung des Bundesstaates drohte dieser während der Sonderbundswirren an den unterschiedlichen Vorstellungen zur direkten Demokratie der im Sonderbund zusammengeschlossenen katholisch-föderalistischen und den liberalen Kantone zu scheitern.
Vor und während des Ersten Weltkriegs, als z. B. die Schweizer Armeeführung (siehe Ulrich Wille) sich sehr stark am deutschen Militärgeist orientierte, und akzentuiert nach dem deutschen Überfall auf Belgien und Frankreich drohten heftig geführte Polemiken zwischen der Deutsch- und Westschweiz den Sprachenfrieden zu erschüttern. Erst die Intervention (Rede von 1914: «Unser Schweizer Standpunkt») des allseits geachteten Schriftstellers Carl Spitteler vermochte die Wogen wieder etwas zu glätten.
Beim Jurakonflikt fand eine politische Auseinandersetzung in der Schweiz statt, die 1978 mit der eidgenössischen Volksabstimmung zur Schaffung des neuen Kantons Jura friedlich beigelegt werden konnte.
In beiden Weltkriegen hat die Schweizer Bevölkerung große finanzielle (freiwillige Wehranleihe, Festungsbauten) und persönliche Entbehrungen (Aktivdienst, Rationierung, Anbauschlacht) auf sich genommen, um die Unabhängigkeit der Willensnation und deren Zweck, die Freiheit, verteidigen und erhalten zu können.
Als „emotionaler Graben“ (Röstigraben) wurde in den Medien die Volksabstimmung von 1992 über einen Beitritt zum Europäischen Wirtschaftsraum bezeichnet, als die Deutschschweizer Mehrheit mit ihrem Nein die befürwortende Westschweiz ziemlich genau entlang der Sprachgrenze majorisierte (der Kanton Tessin allerdings schloss sich dem Deutschschweizer Nein-Lager an).
Zu den ungeschriebenen Gesetzen gehörte die Regel, dass als erste Fremdsprache eine Landessprache gelernt wird. Ab 2001 wurde von dieser Regel abgewichen: Appenzell Innerrhoden (2001) und Zürich (2004) führten bereits in der Primarschule Frühenglisch ein, weitere Kantone folgten. Die Minderheit aus der Westschweiz kritisierte das „Diktat aus Zürich“ und die Genfer Zeitung Le Temps sprach vom „Ende der Schweiz“. Jean-Marie Vodoz, ein Vertreter der Frankophonie, gründete nach französischem Vorbild eine Vereinigung gegen die Anglizismen im Französisch der Westschweiz. Um den Sprachfrieden wiederherzustellen, erfanden die Bildungspolitiker mit dem „Modell 3/5“ eine Kompromisslösung: in der dritten Primarklasse sollte eine erste und zwei Jahre später eine zweite Fremdsprache unterrichtet werden.
Der im Oktober 2014 von der Deutschschweizer Erziehungsdirektoren-Konferenz (D-EDK) zur Einführung in den Kantonen frei gegebene Einheitslehrplan „Lehrplan 21“ hatte die Diskussion neu entfacht, weil Stimmbürger und Parlamente verschiedener Kantone dies als Eingriff in die kantonale Bildungshoheit betrachten.